# Hacienda Bucalemu
La Hacienda Bucalemu es una hacienda histórica chilena, ubicada en la comuna de Santo Domingo, en la Región de Valparaíso. Se ignora cuándo fue construida la casona patronal pero se sabe que el Capitán Sebastián García la donó a la Compañía de Jesús en 1616. En 1791, luego de la expulsión de los jesuitas de España y sus colonias, la hacienda pasó a manos de Pedro Fernández Balmaceda. En la segunda mitad del siglo XIX la hacienda pasó a ser propiedad de la familia Vicuña, la que donó a fines del siglo XX una parte de las tierras al ejército. A contar de ese momento y hasta 1998 fue residencia de descanso del comandante en jefe el ejército Augusto Pinochet Ugarte y su familia. La hacienda en el presente siglo está subdividida en muchos predios y la casona es un proyecto de museo.

## Orígenes
En 1598, en el Archivo de Indias, consta el «Pedimento del capitán Sebastián García Carreto sobre que se le haga merced de encomendar indios». Es posible que esta merced realmente se haya otorgado, en el vago estilo de la época, para una amplia fanja costera entre los ríos Maipo y Maule, aunque es improbable que el beneficiario, veterano militar y encomendero, haya tomado posesión de todas estas tierras en vida. Lo cierto es que en 1619 se fundó en Bucalemu una casa de misioneros. Las fuentes, más o menos detalladas, coinciden en que el procedimiento para la donación de las tierras a la Compañía de Jesús se extendió entre 1612 y 1619, haciéndose efectiva el 9 de octubre de 1619. El capitán, pensando en retirarse a la hacienda y al constatar que no había un sacerdote en la zona, propuso al Provincial jesuita del Paraguay, Diego de Torres, la fundación de un colegio de misioneros en Bucalemu. Aunque esta idea no se pudo llevar a cabo de inmediato, tuvo buena recepción por parte de las autoridades de la Compañía, las que en 1619 aprobaron aceptar la donación. Se trataba de tierras ubicadas «al sur del puerto de San Antonio de Las Bodegas, entre los ríos Yali y Rapel».

## Los jesuitas
Así se inician los 148 años del dominio jesuita en Bucalemu, aunque la posesión jurídica del predio por la Compañía no se realizó hasta 1627, por convenio del donante, quien la administró hasta su deceso en 1631. En esa época se estableció también en Bucalemu el noviciado de la Viceprovincia jesuita, alternativa bastante más económica que la de enviar los novicios a Lima. En el sistema de administración de los jesuitas en la época, cada casa disponía de sus propios recursos económicos, independientes de los de las demás. Al noviciado le correspondía la hacienda de Bucalemu. Más adelante, en 1647, los dos primeros años del noviciado de la Compañía se trasladaron a Santiago, manteniéndose en Bucalemu la llamada «tercera probación», con el fin de dar cumplimiento a disposiciones testamentarias del fundador García Carreto. La propiedad era, en esa época, básicamente una estancia ganadera, con relativamente poco personal, aunque también contaba con una viña de tamaño no despreciable. Sus instalaciones resultaron muy afectadas por el Terremoto de Santiago de 1647.
Ya en pleno siglo XVII, la estancia o hacienda Bucalemu aparece dimensionada en 46875 hectáreas, cifra compatible con la mencionada ubicación entre el Yali y el Rapel. Para los padres jesuitas, «era un grave pecado tener indios de encomienda y de servicio, pero no lo era el tener esclavos negros». Como en la generalidad de sus haciendas, en Bucalemu los jesuitas también desarrollaron una pequeña industria. Se fabricaban cordobanes y velas de sebo, se procesaban grasas de cerdo y se salaban carnes. A partir de 1681 se instalaron una curtiembre y un obraje de paños.  El abate Molina fue novicio jesuita en Santiago a partir de 1755 y vivió posteriormente en Bucalemu. Para 1767, el año de la Pragmática Sanción, Barros Arana indica que los jesuitas tenían en Chile más de 50 haciendas, entre las que explícitamente se menciona a Bucalemu. Las haciendas jesuitas eran consideradas, no solo por su extensión, sino también por la calidad de sus suelos, las mejores del país. Con el objeto de financiar el traslado de los jesuitas expulsados hacia Lima y España, el gobernador de Chile hizo requisar, vender y liquidar los bienes muebles habidos en colegios y haciendas. También ordenó el remate de arrendamiento de los inmuebles. Por el Colegio de Bucalemu, el canon de arrendamiento percibido fue de 8000 pesos anuales.  De los esclavos de la hacienda, 193 fueron rematados, 43 enviados a Lima, mientras que 86 quedaron en ella.

## Los Balmaceda
Juan de Balmaceda fue oidor de la Real Audiencia de Chile a partir de 1742. A  falta de descendencia, protegió y favoreció a dos sobrinos carnales llegados de la Península, Pedro Fernández Balmaceda y Juan Francisco Riuz de Balmaceda, quienes fueron sus herederos, repartiéndose la estancia de Puangue, mientras que sobre una casa en Santiago y una chacra en Ñuñoa dispuso la fundación de un mayorazgo, del que, por falta de descendientes de Pedro Fernández, solo llegaron a gozar los de Juan Francisco Ruiz. Pedro Fernández Balmaceda, transformado ya en un hombre rico y aprovechando una de las oportunidades creadas con la expulsión de los jesuitas, se adjudicó en 1778 la hacienda Bucalemu en un remate, cuya escritura definitiva le fue extendida en 1791. Pedro Fernández Balmaceda falleció en 1808 sin dejar descendencia y en su testamento había dispuesto «la fundación de un verdadero vínculo en la hacienda de Bucalemu, que no podría jamás enajenarse, ni acensuarse, ni hipotecarse», destinando la propiedad a sus parientes hasta el cuarto grado inclusive, con excepción de los de su primo hermano Juan Francisco Ruiz, ya beneficiados con el mayorazgo del oidor Juan de Balmaceda. En tiempos de la Independencia de Chile, se hallaba en el goce de la hacienda José María Balmaceda, un sobrino de Pedro Fernández. Este, en una carta a su padre en la península, seguía describiendo la propiedad como estancia, con 24 000 cabezas de ganado vacuno, en la que todos los años se mataban mil reses para velas de sebo y charqui. Destacaba, además, la existencia de una valiosa salina, además de muchos inquilinos, señalando que pagaban 1000 pesos anuales y que criaban ganado lanar, en un número total de unas 16.000 cabezas. Después de las victorias patriotas en Chacabuco y Maipú, el comandante de las tropas españolas derrotadas, Mariano Osorio, pasó en su huida por la hacienda de Bucalemu, consiguiendo allí algunos caballos de repuesto. Como estos no alcanzaban para todos los soldados que le acompañaban, continuó hacia el sur con solo 50 o 60 hombres y oficiales. El resto cayó casi todo prisionero en el lugar. La hacienda fue requisada con el pretexto de ser propiedad de españoles. El propio José María estuvo prisionero durante algunos meses, pero finalmente logró que la propiedad le fuera restituida, para lo que se vio obligado a hacerse ciudadano chileno en 1820. El único hijo de José María Balmaceda, Manuel José, alcanzó notoriedad como autor del «Manual del Hacendado Chileno. Instrucciones para la Dirección i Gobierno de los Fundos que en Chile se llaman Haciendas» y dirigente de la Sociedad Nacional de Agricultura y como parlamentario.
En 1840 nació en la hacienda Bucalemu el Presidente de Chile José Manuel Balmaceda, hijo mayor de Manuel José Balmaceda y de María Encarnación Fernández. En vísperas de la crisis que en 1891 llevaría a la guerra civil, el presidente Balmaceda apoyó la candidatura presidencial de Claudio Vicuña (quien pasó así a ser el primer y único presidente electo de Chile que nunca asumió su cargo) y posteriormente lo nombró su ministro del interior. Mientras Balmaceda murió en 1891, Vicuña salió al exilio en Europa, regresando a Chile en 1895.

## Los Vicuña
Al entrar en vigor la legislación de 1852 referente a la abolición del mayorazgo, la hacienda se encontraba en poder de Braulio Fernández Arnedo, perteneciente a una rama peninsular de la familia, quien exvinculó la hacienda, llegando a un arreglo con la familia Balmaceda. Vivió en la hacienda e incluso contrajo matrimonio allí en 1855, poco antes de volver a España, dejando a cargo de ella a su cuñado, Claudio Vicuña Guerrero. Sin embargo, con ocasión de la guerra con España y temiendo su expropiación, a partir de 1865 vendió su hijuela a Claudio Vicuña,. Se trataba de una extensión de 16.000 hectáreas en los límites de la antigua hacienda, pero que por el sur limitaba con las hijuelas «San Enrique» y «Corneche». Al completarse la adquisición en 1875, además de hacer renovar la casona, el nuevo propietario creó en el lugar el Parque Bucalemu, de entre 21 y 36  hectáreas de extensión, diseñado con influencias europeas por el paisajista francés Guillermo Renner. Con ocasión de su visita de inspección de 1874, Benjamín Vicuña Mackenna menciona a la hacienda Bucalemu junto a la de Santo Domingo como una de las dos grandes haciendas inmediatamente al sur de San Antonio, señalando que juntas producen 100,000 hectólitros de granos, que envían a ese puerto. Esto significa que en la segunda mitad del siglo XIX se encuentra superada la clasificación del predio como «estancia», aplicándose en cambio ya la de «hacienda». Al mismo tiempo indica que estas haciendas se hallan ya divididas en varias hijuelas. En la relación de subdelegaciones del departamento de Rancagua, contenida en el apéndice del mismo informe, la subdelegación de Bucalemu parece coincidir con lo que en esos años se seguía conociendo como «hacienda Bucalemu»: «al Oriente, por el estero de Yalí, el Prado y Nigüe; al Sur por el río Rapel; al Norte, por el estero de Yalí; i al poniente por el mar». En este período, durante las últimas décadas del siglo XIX, el inquilinaje ya estaba plenamente desarrollado en la hacienda. Aun así, la hacienda se dedicaba principalmente a la ganadería, con 25 000 ovejas. Además, como en una típica hacienda de la época, se sembraba trigo y maíz, así como legumbres y alfalfa. Se producía aceite de maravilla y de oliva y se seguía explotando la salina. Había en la hacienda una carpintería, un aserradero, una herrería, una esquiladora y baños para las ovejas, una lechería, matadero, molino y panadería, un taller mecánico y una pulpería. Ya en el siglo XX, la casona se iluminaba con gas acetileno.
En 1967, como reacción ante la aprobación de la segunda Ley de Reforma Agraria (ley 16640,), la familia Vicuña Subercaseaux procedió a parcelar completamente las tierras de la hacienda entre las distintas ramas de la familia. En 1978, una de las hijuelas creadas en una de las subdivisiones, el «fundo San Enrique» (la «Hijuela Séptima de Bucalemu») fue adjudicada al Ejército de Chile por decreto del entonces Ministerio de Tierras y Colonización.. Según otras fuentes, la hijuela de 220 hectáreas fue donada al Ejército por la comunidad Vicuña Subercaseaux.

## El ejército
A partir de 1978, en manos del Ejército de Chile, fue una de las residencias de descanso del general Augusto Pinochet hasta 1998, año en que deja la comandancia en jefe del Ejército. Ya en 1994, el general había adquirido en la zona la parcela «Los Boldos», lugar en el que pasó varios períodos de arresto domiciliario y en cuya capilla se encuentran las cenizas de sus restos. La ubicación de esta parcela (33°47′18.9″S 71°36′29.5″O / -33.788583, -71.608194) dista 9 km en línea recta de la casona de la hacienda. El 21 de febrero de  2004 el Ejército entregó los terrenos correspondientes a la casona histórica a la comuna de Santo Domingo para convertirla en un parque histórico, cuya administración compartirían el municipio y el ejército. Ese mismo año se firmó un convenio entre la municipalidad de Santo Domingo y la de Providencia para formar un «Centro Cultural y Parque Ecológico» en el lugar. Además, se restauró la habitación principal de la casa de la hacienda para convertirla en un Museo. Las construcciones resultaron afectadas por el terremoto de 2010 y la mitad del parque fue arrasada por un incendio en 2012.